# آکی مائدا
آکی مائدا (انگلیسی: Aki Maeda؛ زادهٔ ۱۱ ژوئیهٔ ۱۹۸۵) یک موسیقی‌دان اهل ژاپن است.